# Seznam norveških pesnikov
Seznam norveških pesnikov.

## A
- Andreas Leigh Aabel
- Ivar Andreas Aasen

## B
- Henning H. Bergsvåg
- André Bjerke
- Bjørnstjerne Bjørnson
- Hans Børli
- Johan Nordahl Brun
- Olaf Bull

## D
- Petter Dass

## E
- Arnljot Eggen
- Dorothe Engelbretsdotter

## G
- Hulda Garborg
- Nordahl Grieg
- Trygve Gulbransen

## H
- Inger Hagerup
- Knut Hamsun
- Gunvor Hofmo

## J
- Kristofer Janson

## K
- Theodor Kjerulf
- Vilhelm Krag

## M
- Stein Mehren
- Jørgen Moe

## O
- Tor Obrestad
- Sigbjørn Obstfelder
- Einar Økland
- Tore Ørjasæter
- Arnulf Øverland

## R
- Gunnar Reiss-Andersen

## S
- Otto Sinding
- Edvard Storm

## U
- Tor Ulven
- Kristofer Uppdal

## V
- Aslaug Vaa
- Tarjei Vesaas
- Aasmund Olafsson Vinje
- Nils Collett Vogt
- Jan Erik Vold

## W
- Johan Sebastian Welhaven
- Herman Wildenvey